# Next Goal Wins
Next Goal Wins là một bộ phim tài liệu năm 2014 của Anh do Mike Brett và Steve Jamison đạo diễn. Bộ phim ghi lại đội bóng đá quốc gia Samoa của Mỹ khi họ cố gắng hồi phục sau sự phẫn nộ khi được biết đến như một trong những đội bóng yếu nhất thế giới, và đủ điều kiện tham dự FIFA World Cup 2014.